# Dumbleyung
Dumbleyung is een plaats in de regio Wheatbelt in West-Australië. Het ligt 267 kilometer ten zuidoosten van Perth, 225 kilometer ten noorden van Albany en 72 kilometer ten oostnoordoosten van Arthur River.

## Geschiedenis
Ten tijde van de Europese kolonisatie leefden de Nyungah Aborigines in de streek. De ontdekkingsreizigers Henry Landor en Henry Maxwell Lefroy trokken in 1843 door de streek en troffen er 'Lake Dambeling' aan. George Kersley was in 1875 de eerste die een pastorale lease in de streek opnam. Hij voerde schapen vanuit Beverley over land in, naar zijn 80 km² grote lease die het halve Dambelingmeer omvatte. Na de pastoralisten deden de sandelhoutsnijders de streek aan. Boeren uit Katanning trokken in de jaren 1890 door de streek met hun oogst om ze op de goudvelden aan de man te brengen.
In 1907 werd Dumbleyung officieel gesticht. Dat jaar bereikte de spoorweg van de Western Australian Government Railways (WAGR) het plaatsje vanuit Wagin. De naam Dumbleyung is afgeleid van, ofwel het Aborigineswoord 'Dambeling' dat "groot meer of inlandse zee" zou betekend hebben, ofwel de naam van een soort hockeyspel, 'dumbung', dat de Aborigines met een stok en een hard stuk fruit speelden. In 1909 werd er een gemeenschapshuis gebouwd, de 'Town Hall'. Daar werd, tot op 31 juli 1912 een school opende,  les gegeven. Dumbleyung bleef een kopstation tot 1912 , waarna de spoorweg tot Kukerin werd doorgetrokken.
Het spoorwegstation van Dumbleyung was pas in 1913 volledig afgewerkt. Het Dumbleyung Hotel werd eveneens in 1913 gebouwd. Nog in 1913 werden de politiekwartieren uit 1911 met een politiekantoor, cellen en stallen uitgebreid. In 1914 opende een postkantoor en in 1925 een ziekenhuis.
Begin jaren 1980 deden de laatste reizigerstreinen Dumbleyung aan. Sinds midden jaren 1970 zijn de graantreinen van CBH Group nog de enige goederentreinen die van de spoorweg gebruik maken. In 1984 sloot WAGR het spoorwegstation en in het begin van de 21e eeuw werd er een museum in ondergebracht.

## 21e eeuw
Dumbleyung is het administratieve en dienstencentrum van het landbouwdistrict Shire of Dumbleyung. Het is een verzamel- en ophaalpunt voor de oogst van de graanproducenten uit de streek die bij de CBH Group aangesloten zijn.
In 2021 telde Dumbleyung 299 inwoners tegenover 223 in 2006.
Dumbleyung heeft een zwembad, gemeenschapshuis, school, districtsziekenhuis, bibliotheek, hotel, camping en enkele kerken.

## Bezienswaardigheden
Het Dumbleyung Community Resource Centre biedt toeristische informatie aan over onder meer:
- Bluebird Interpretive Centre, een museum, met de Bluebird Replica, over Donald Campbells wereldsnelheidsrecord op Lake Dumbleyung
- Lake Dumbleyung, met een lengte van 13 km en breedte van 6,5 km een van de grootste meren in het zuidwesten van West-Australië
- Scenic Drive Trail, een toeristische autoroute van Dumbleyung naar Kukerin via Moulyinning
- Dumbleyung Historical Walk, een wandeling langs het erfgoed van het plaatsje met 29 informatieve stoeptegels
- Wuddi Cultural Tours, bedrijfje dat informatieve daguitstappen over de geschiedenis en cultuur van de Aborigines organiseert.

## Transport
Dumbleyung ligt langs State Route 107. De GE1 busdienst van Transwa die tussen Perth en Esperance rijdt doet Dumbleyung enkele keren per week aan.
Over de spoorweg rijden enkel nog graantreinen van CBH Group.

## Klimaat
Dumbleyung kent een warm mediterraan klimaat, Csa volgens de klimaatclassificatie van Köppen. De gemiddelde jaarlijkse temperatuur bedraagt 16,0 °C en de gemiddelde jaarlijkse neerslag ligt rond 385 mm.

## Varia
- Donald Cambell verbrak in 1964 op oudejaarsavond het snelheidsrecord op water en voer met de Bluebird 444,66 km/u op Lake Dumbleyung.[2]
- Toen de Nederlandse en Australische nationale hockeyteams in 2014 in Narrogin  tegen elkaar speelden, werden de Australiërs herinnerd aan het hockey-achtige spel 'Dumbung' waarnaar Dumleyung misschien zou vernoemd zijn en dat de Aborigines al voor de kolonisatie zouden hebben gespeeld.[13]

## Galerij

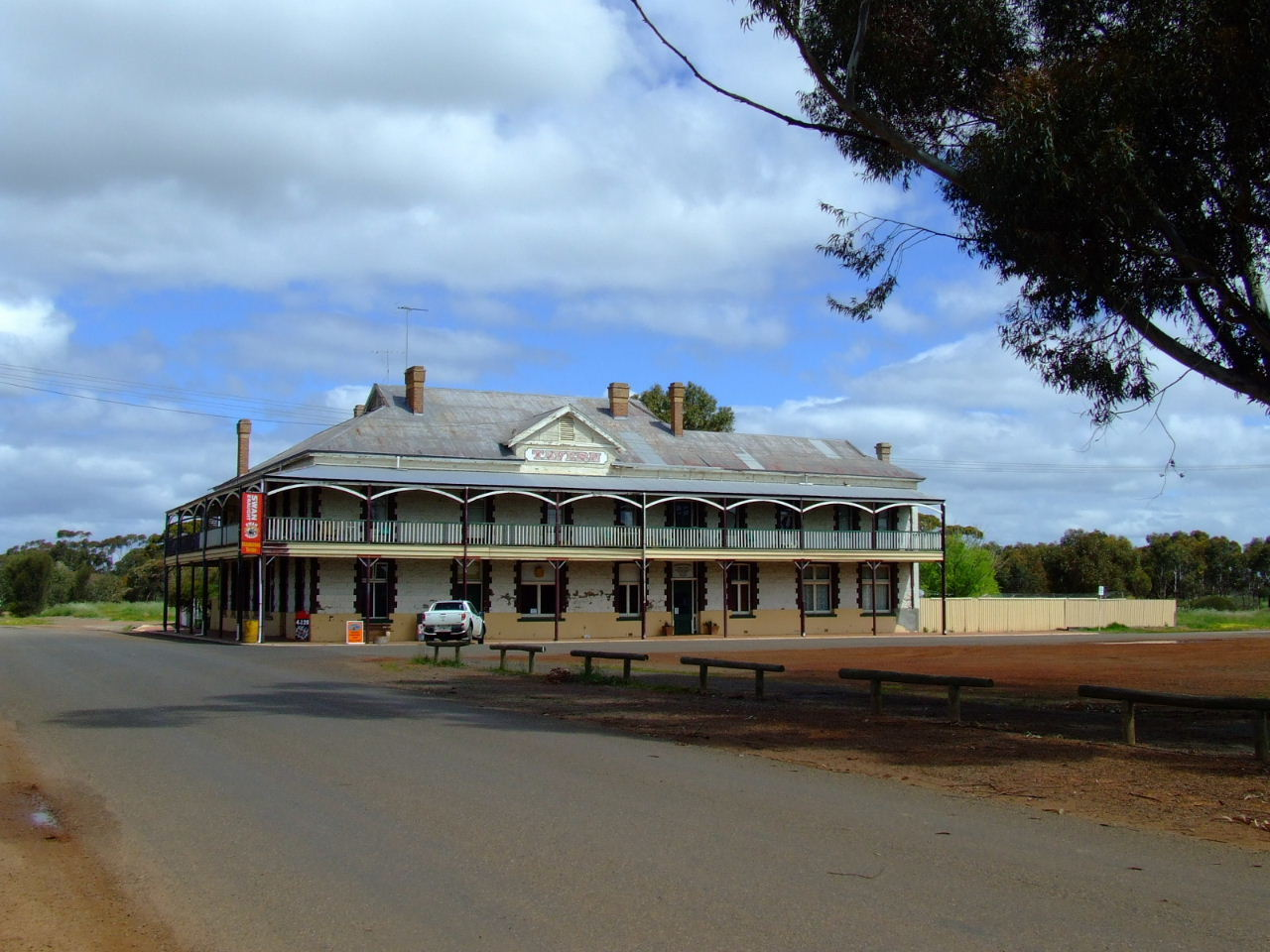
Dumbleyung Hotel
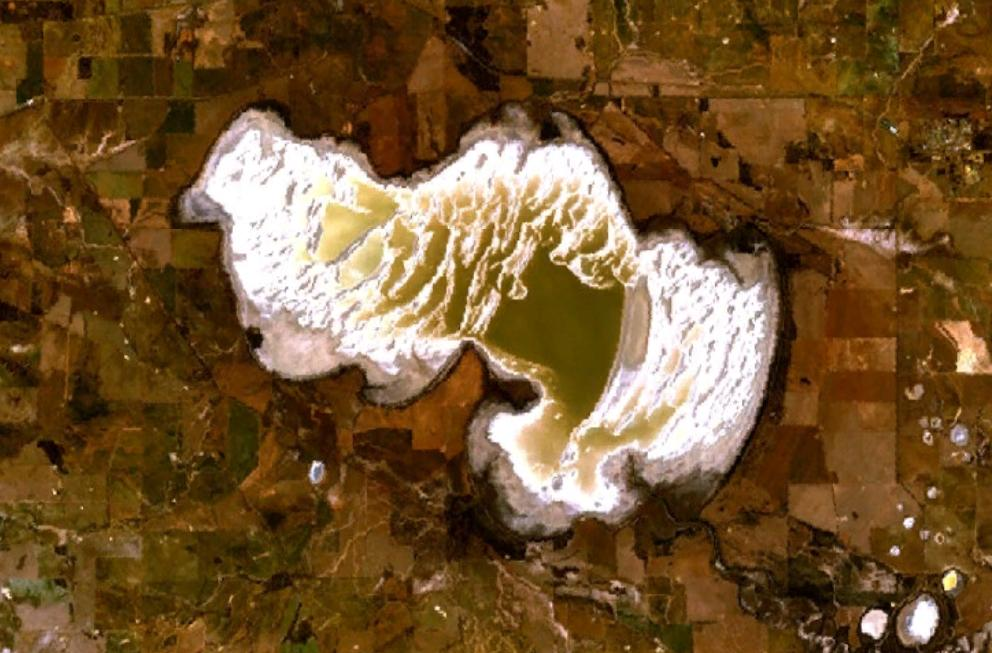
bovenaanzicht Dumbleyung Lake

Aldersyde · Amery · Ardath · Arthur River · Baandee · Babakin · Badgingarra · Badjaling · Bailup · Bakers Hill · Balkuling · Ballaying · Ballidu · Beacon · Beenong · Beermullah · Bejoording · Belka · Bencubbin · Bendering · Benjaberring · Beverley · Bilbarin · Bindi Bindi · Bindoon · Bodallin · Bolgart · Bonnie Rock · Boolading · Booraan · Brookton · Bruce Rock · Bullaring · Bullfinch · Bulyee · Bungulla · Buntine · Burakin · Burracoppin · Cadoux · Calingiri · Campion · Caraban · Carrabin · Cataby · Cervantes · Chandler · Chittering · Clackline · Cold Harbour · Congelin · Coomberdale · Copley · Corrigin · Cowcowing · Crossman · Cuballing · Culbin · Cunderdin · Dalwallinu · Dandaragan · Dangin · Darkan · Dattening · Dongolocking · Doodlakine · Dowerin · Dudinin · Dumbleyung · Duranillin · Dwarda · Ejanding · Elabbin · Erikin · Gabbin · Gingin · Goomalling ·  Grass Valley · Greenhills · Guilderton · Gwambygine · Harrismith · Highbury · Hines Hill · Holt Rock · Hyden · Jelcobine · Jennacubbine · Jennapullin · Jitarning · Jurien Bay · Kalannie · Karlgarin · Kellerberrin · Kondinin · Kondut · Koojan · Koolyanobbing · Koorda · Korbel · Korrelocking · Kukerin · Kulin · Kulja · Kulyaling · Kunjin · Kununoppin · Kweda · Kwelkan · Kwolyin · Lancelin · Lake Brown · Lake Grace · Lake King · Ledge Point · Manmanning · Marvel Loch · Meckering · Meenaar · Merredin · Miling · Minnivale · Mogumber · Mokine · Moodiarrup · Mooliabeenee · Moora · Moorine Rock · Moorumbine · Moulyinning · Mount Hardey · Mount Kokeby · Mount Walker · Muchea · Mukinbudin · Muntadgin · Nalya · Nangeenan · Narembeen · Narrogin · New Norcia · Newdegate · Nilgen · Nokaning · North Bannister · Northam · Nukarni · Nungarin · Pantapin · Piawaning · Piesseville · Pingaring · Pingelly · Pithara · Popanyinning · Quairading · Quindanning · Regans Ford · Seabird · Shackleton · Southern Cross · Spencers Brook · Tammin · Tincurrin · Toodyay · Trayning · Varley · Wagin · Walebing · Walgoolan · Wandering · Wannamal · Watheroo · Welbungin · West Dale · West Toodyay · Westonia · Wialki · Wickepin · Wilbinga · Williams · Wongan Hills · Woodridge · Wubin · Wundowie · Wyalkatchem · Yealering · Yelbeni · Yellowdine · Yilliminning · Yerecoin · York · Yorkrakine · Yornaning · Yoting · Youndegin